# Yavuz Eraydın
Yavuz Eraydın (* 12. April 1976 in Trabzon) ist ein ehemaliger türkischer Fußballtorhüter.

## Karriere
Eraydın begann mit dem Profifußball 1995 beim damaligen Drittligisten Trabzon Telekomspor. Hier fand er schnell in die Mannschaft und absolvierte in seiner ersten Saison 15 Ligaspiele. Bereits nach einer Saison verließ er diesen Verein und ging zum Zweitligisten Edirnespor. Bei diesem Verein setzte er sich sofort als Stammtorhüter durch und absolvierte 31 Zweitligaspiele. Im Sommer 1997 kaufte ihn der damals zahlungskräftige Verein İstanbulspor. Nach dem Saisonvorbereitungscamp wurde er aber sofort an den damaligen Partnerverein İstanbulspors, an den Zweitligisten Adanaspor, verliehen und nach einer Saison samt Ablöse an diesen Verein abgegeben. Mit Adanaspor erreichte man zum Sommer 1998 durch die Vizemeisterschaft der TFF 1. Lig den Aufstieg in die Süper Lig. In der Süper Lig eroberte er sich den Stammtorhüterplatz, verlor diesen aber nach einer Saison an Zdravko Zdravkov. Für Adanaspor spielte Eraydın noch bis zum Sommer 2001 und wechselte dann zum Zweitligisten Istanbul Büyükşehir Belediyespor. Nach nur einer Saison bei Istanbul BB wechselte er innerhalb der Liga zu Beypazarı Şekerspor. Mit diesem Verein misslang der Klassenerhalt, so dass Eraydın den Verein Richtung Zweitligist Sivasspor verließ. Hier etablierte er sich sofort als Stammtorhüter und stieg zum Sommer 2005 mit seiner Mannschaft als Meister TFF 1. Lig in die Süper Lig auf.
Nach diesem Erfolg verließ er Sivasspor und heuerte beim Zweitligisten Bursaspor an. Auch mit dieser Mannschaft erreichte er bereits am Ende seiner ersten Saison die Meisterschaft der TFF 1. Lig und damit den Aufstieg in die Süper Lig. Nach diesem Erfolg blieb Eraydın bei Bursaspor und spielte hier noch bis zum Sommer 2009. Die nachfolgenden Jahre spielte er bei diversen Zweitligisten. Zum Frühjahr 2012 wechselte er von Elazığspor zu Tavşanlı Linyitspor, den er 2013 wieder verließ.
Im Jahr 2016 beendete er seine Karriere, zuletzt stand er bei Sakaryaspor unter Vertrag.

## Erfolge
- Mit Adanaspor:
  - Vizemeister der TFF 1. Lig: 1997/98
  - Aufstieg in die Süper Lig: 1997/98

- Mit Sivasspor:
  - Meister der TFF 1. Lig: 2004/05
  - Aufstieg in die Süper Lig: 2004/05

- Mit Bursaspor:
  - Meister der TFF 1. Lig: 2005/06
  - Aufstieg in die Süper Lig: 2005/06